# Stephan Engels
Pour les articles homonymes, voir Engels (homonymie).
Stephan Engels est un footballeur allemand né le 6 septembre 1960 à Cologne.

## Carrière
- 1978- janv. 1989 : FC Cologne  Allemagne
- janv. 1989-1990 : SC Fortuna Cologne  Allemagne[1]

## Palmarès
- 8 sélections et 0 but en équipe d'Allemagne entre 1982 et 1983
- Finaliste de la Coupe du monde 1982 avec l'Allemagne
- Vice-Champion d'Allemagne en 1982 et 1989 avec le FC Cologne
- Vainqueur de la Coupe d'Allemagne en 1983 avec le FC Cologne
- Finaliste de la Coupe d'Allemagne en 1980 avec le FC Cologne
- Finaliste de la Coupe de l'UEFA en 1986 avec le FC Cologne